# لي كلارك
لي كلارك (بالإنجليزية: Lee Clark)؛ مواليد 27 أكتوبر 1972 في إنجلترا، هو مدرب كرة قدم إنجليزي ولاعب سابق درب أنديه في إنجلترا وإسكتلندا من ضمنها برمنغهام سيتي وهدرسفيلد توان وكيلمارنوك.
عندما كان لاعباً خاض 440 مباراة سجل خلالها 60 هدفاً وكان يلعب كلاعب وسط في نيوكاسل يونايتد وسندرلاند وفولهام ومنتخب إنجلترا لكرة القدم.

## روابط خارجية
- لي كلارك على موقع قاعدة بيانات كرة القدم.إي يو (الإنجليزية)
- لي كلارك على موقع Soccerbase.com (لاعب) (الإنجليزية)
- لي كلارك على موقع Soccerbase.com (مدرب) (الإنجليزية)
- لي كلارك على موقع عالم كرة القدم.نت (الإنجليزية)